# Olivia Lina Gasche
Olivia Lina Gasche (* 1988 in Solothurn) ist eine Schweizer Schauspielerin. Sie lebt seit 2016 in Berlin.

## Leben
Sie ist im Kanton Solothurn aufgewachsen und absolvierte 2013 in Zürich ihr Schauspielstudium (EFAS). Von 2013 bis 2015 war sie Teil einer Theatersport-Gruppe, die sie mit anderen Künstlern ins Leben gerufen hat. 2015 spielte sie das Schneewittchen am Freilichttheater Zürich-Oberland. Ihr Kinodebüt gab sie  unter der Regie von Juri Steinhart als Judith im Kinofilm Lasst die Alten sterben, der 2018 seine Weltpremiere am Zürich Film Festival und später am Filmkunstfest MV seine Deutschlandpremiere feierte. 2019 erhielt sie vom Kuratorium für Kulturförderung den Förderpreis im Bereich Schauspiel. Es folgten weitere Produktionen in Film und Fernsehen, u. a Wilder (Regie: Pierre Monard, SRF), Das Haus der Träume (Regie: Sherry Hormann, RTL+), Doktor Ballouz (Regie: Andreas Menck, ZDF), Wie der Wind dreht (Regie: Martin Skalsky), We are Family (AT) (Regie: Kai S.Pieck), Toby Chlosta, Gabriel B. Arrahnio (ZDFneo). Des Weiteren widmet sie sich auch eigenen Projekten wie Morgan (Idee, Co-Regie und Schauspiel), How to win Cannes in 5 easy steps (Bereich Produktion und Schauspiel). In Zusammenarbeit mit Raphael Sommer (Sommerfilmmusik) und Mark Benecke 2021 entstand Glass World – ein audiovisuelles Gesamtwerk, bestehend aus verschiedenen Teilen (Film, Hörbuch, Musik). Es umfasst Themen wie den Klimawandel, die Natur und unser Dasein als Mensch.

## Filmografie (Auswahl)
- 2017: Satu Hari Nanti
- 2018: Lasst die Alten sterben
- 2019: Wilder[7]
- 2019: Morgan
- 2020: How to win Cannes in 5 easy steps
- 2020: Sabotage
- 2021: Nächste Ausfahrt Glück
- 2021: Wie der Wind dreht
- 2021: Strafe – Ferdinand von Schirach
- 2021: Das Haus der Träume[8]
- 2022: Tender Hearts
- 2022: Doktor Ballouz
- 2023: House of Bellevue (aka We Are Family) (AT)
- 2023: The Next Level (AT)
- 2024: Between Light and Darkness (AT)
- 2024: Kanzlei Liebling Kreuzberg - Recht vs. Gerechtigkeit (AT)
- 2024: Bettys Diagnose
- 2025: Soko Wismar
- 2025: Watzmann ermittelt

## Auszeichnungen
- 2019:   Schauspiel Förderpreis[9]
- 2020: «Best Director» für Morgan / KLIFFS Festival
- 2021:  Gässli Film Festival[10] «Bester Kurzfilm International» für How to win Cannes in 5 easy steps
- 2022:  Wie der Wind dreht[3] / Kurzfilmwettbewerb MV Filmkunstfest (nominiert)